# لیمان ترامبول
لیمان ترامبول (به انگلیسی: Lyman Trumbull) سناتور سابق عضو حزب دموکرات ایالات متحده آمریکا بود. وی در سال ۱۸۵۵ تا ۱۸۷۳ میلادی سناتور ایالت ایلی‌نوی در سنای ایالات متحده آمریکا بود.